# Cantemus-Chor
Der Cantemus-Chor ist ein gemischter Chor der Stadt Regensburg mit insgesamt über 600 Sängerinnen und Sängern im Alter von 6 bis 17 Jahren, wobei erwachsen gewordene Mitglieder seit 2013 als Cantemus Neo firmieren.
Neben der Stimmbildung will der Chor Kindern und Jugendlichen Kreativität, Spontanität und Freude am Singen vermitteln, großer Wert wird außerdem auf Gemeinschaft und Verantwortung gelegt. Der Chor zeichnet sich durch eine Vielzahl von Stilrichtungen zwischen konzertanten Aufführungen und Musiktheater-Produktionen aus, öffentliche Auftritte finden regelmäßig statt, auch außerhalb Regensburgs. Der Chor gehört zur Sing- und Musikschule der Stadt Regensburg, in deren Haus der Musik auch die meisten Proben stattfinden, und wird durch den Förderverein Cantemus-Regensburg e.V. unterstützt.

## Gründung
Der Chor wurde 1994 von Matthias Schlier, dem stellvertretenden Leiter der städtischen Sing- und Musikschule Regensburg, als Regensburger Kinderchor mit zunächst 30 Kindern gegründet, ursprünglich mit Schwerpunkt auf Kirchenmusik. Unter anderem aufgrund der vermeintlichen Konkurrenz zu den Regensburger Domspatzen, die sich allerdings erst 2021 für Mädchen öffneten, wurde der Idee zunächst mit Skepsis begegnet. Die Umbenennung in Cantemus-Chor erfolgte 1999. 2003 wurde der Förderverein gegründet.

## Einteilung
- Chor A: 1.–3. Klasse
- Chor B: 4.–7. Klasse
- Chor C: ab 8. Klasse
- Cantemus Neo: junge Erwachsene

Viele Kinder kommen zu Cantemus aus den (freiwilligen) Singklassen an Regensburger Grundschulen.

## Aufführungen (unvollständig)
| Titel – Autor                                                             | Auftrittsort und -jahr                   | Mitwirkende | Kommentar                             |
| ------------------------------------------------------------------------- | ---------------------------------------- | --- | ------------------------------------- |
| Urmel aus dem Eis – Max Kruse                                             | Audimax der Universität Regensburg, 2014 | Piu Piu Band |                                       |
| Marienvesper – Claudio Monteverdi                                         | Dominikanerkirche Regensburg, 2016       | Maria Ladurner, Katharina Giglhör David Erler, Juan Carlos Falcón, Sebastian Köchig, Christian Schossig, Matthias Helm, Tobias Hänschke Concerto Stella Matutina                    |                                       |
| Requiem – Wolfgang Amadeus Mozart                                         | Stephansdom Wien, 2016 und 2022          | Sandra Trattnigg, Eva Maria Riedl Juan Carlos Falcón, Wolfgang Bankl Wiener Domorchester                                                                                            |                                       |
| Das Dschungelbuch – Musical nach den Erzählungen von Rudyard Kipling      | Velodrom Regensburg, 2017                | Piu Piu Band |                                       |
| Messe in h-Moll BWV 232 – Johann Sebastian Bach                           | St. Emmeram Regensburg, 2017 und 2022    | Monika Mauch, Rebecca Martin, Stephanie Bogendörfer, Esther Baar, Johanna Krödel Wolfgang Frisch-Catalano, Matthias Helm, Christian Rathgeber, Henryk Böhm Concerto Stella Matutina |                                       |
| Monty Python’s Spamalot – Eric Idle, John Du Prez                         | Velodrom Regensburg, 2018                | Piu Piu Band |                                       |
| Ronja Räubertochter – Musical nach dem Buch von Astrid Lindgren           | Audimax der Universität Regensburg, 2018 | Piu Piu Band |                                       |
| Die drei Rätsel – Detlev Glanert (Libretto von Carlo Pasquini)            | Velodrom Regensburg, 2018                | | in Kooperation mit Theater Regensburg |
| Schöpfung – Joseph Haydn                                                  | Audimax der Universität Regensburg, 2018 | Katja Stuber Juan Carlos Falcón, Matthias Helm Mitglieder des Philharmonischen Orchesters Regensburg                                                                                |                                       |
| Die Herzogin von Chicago – Emmerich Kálmán/Julius Brammer/Alfred Grünwald | Theater Regensburg, 2018                 | Theater Regensburg | Mitwirkung von Kindern aus Chor B     |
| Weihnachtsoratorium I IV-VI – Johann Sebastian Bach                       | St. Emmeram Regensburg, 2018             | Marietta Zumbült, Rebecca Martin Martin Platz, Yannick Debus Concerto Stella Matutina                                                                                               |                                       |
| Die Zauberflöte – Wolfgang Amadeus Mozart                                 | Theater Regensburg, 2018                 | Theater Regensburg | Mitwirkung von Kindern aus Chor B     |
| Pünktchen und Anton – Erich Kästner                                       | Audimax der Universität Regensburg, 2019 | Piu Piu Band |                                       |
| Die Schöne und das Biest – Martin Doepke                                  | Velodrom Regensburg, 2019                | Piu Piu Band | in Kooperation mit Theater Regensburg |
| The Addams Family – Andrew Lippa                                          | Velodrom Regensburg, 2019                | Piu Piu Band |                                       |
| Tosca im Hafen – Giacomo Puccini                                          | Westhafen Regensburg, 2019               | | in Kooperation mit Theater Regensburg |
| Finis Terrae – Konstantin Ferstl                                          | Theater Regensburg, 2019                 | Philharmonisches Orchester Regensburg | Filmkonzert                           |
| Swing Revue                                                               | Degginger Regensburg, 2019               | Piu Piu Band |                                       |
| Der Messias – Georg Friedrich Händel                                      | St. Emmeram Regensburg, 2019             | Katja Stuber, Rebecca Martin Juan Carlos Falcón, Matthias Helm Concerto Stella Matutina                                                                                             |                                       |
| Elias – Felix Mendelssohn Bartholdy                                       | St. Emmeram Regensburg, 2019             | Jutta Böhnert, Rebecca Martin Juan Carlos Falcón, Thomas Laske Mitglieder des Philharmonischen Orchesters Regensburg                                                                |                                       |
| Missa Bruxellensis – Heinrich Ignaz Franz Biber                           | St. Emmeram Regensburg, 2020             | Concerto Stella Matutina |                                       |
| Schiller? Miiies Cool! – Rudolph Dengler                                  | 2021                                     | Piu Piu Band | 93-minütiger Film                     |
| Emil und die Detektive – Erich Kästner                                    | Theater im Antoniushaus Regensburg, 2022 | Piu Piu Band | in Kooperation mit Theater Regensburg |
| Madagascar – DreamWorks Animation                                         | Audimax der Universität Regensburg, 2022 | |                                       |
| Bugsy Malone                                                              | Airport Obertraubling, 2022              | Piu Piu Band |                                       |
| Die Abenteuer von Tom Sawyer                                              | Theater im Antoniushaus Regensburg, 2023 | Piu Piu Band | in Kooperation mit Theater Regensburg |
| Jim Knopf und Lukas der Lokomotivführer – Michael Ende                    | Audimax der Universität Regensburg, 2023 | |                                       |

## Weitere Aktivitäten
2015 nahm der Cantemus-Chor am internationalen Festival Musica Acalanthis in Regensburgs Partnerstadt Pilsen teil.
Im Sommer 2016 und im Herbst 2017 unternahmen 40 bzw. 50 Cantemus-Mitglieder Tourneen durch China, Auftritte fanden unter anderem in Regensburgs Partnerstadt Qingdao statt.
Ein Höhepunkt des Chorlebens ist die jeweils am Beginn der Sommerferien stattfindende zweiwöchige Chorfreizeit auf Burg Finstergrün, wobei ältere Chormitglieder die Betreuung der jüngeren übernehmen.
Der Cantemus-Chor wirkt regelmäßig beim Regensburger Adventssingen in der Donauarena und am Nachmittag des 24. Dezember beim Weihnachtsbenefizkonzert des Theaters Regensburg mit.
Bis 2019 fanden Rock-Konzerte mit der Piu Piu Band statt (meist in der Alten Mälzerei Regensburg), bei denen Mitglieder von Chor B in kleinen Gruppen populäre Songs inklusive Choreografie und Anmoderation aufführten.
2022 wurde diese Tradition mit einem Best-Of-Konzert im Airport Obertraubling wieder aufgenommen.
Um der sozialen Isolation während der Corona-Pandemie entgegenzuwirken, wurde 2020 mit Cantemus-TV ein Online-Angebot zum Anschauen und Mitsingen gestartet.